# Đỗ Duy Trung
Đỗ Duy Trung (杜維忠, ?-1428) là tướng người Việt hợp tác với quân Minh thời kỳ Bắc thuộc lần thứ tư trong lịch sử Việt Nam. Theo sách Đại Việt thông sử, Đỗ Duy Trung người xã Nhuệ Chiết, huyện Ma Khê, phủ Tam Giang, thuộc tỉnh Bắc Giang, Việt Nam.

## Thời thuộc Minh
Đỗ Duy Trung vốn là tướng nhà Trần và sau đó phục vụ cho nhà Hồ. Từ thời nhà Trần sang thời nhà Hồ, ông đều giữ chức chủ bạ huyện Ma Khê. Năm 1406, khi quân Minh sang đánh, Đỗ Duy Trung ra hàng, được phong làm Tri phủ Hoá châu.
Do những đóng góp với quân Minh trong việc bảo vệ Hoá châu, Duy Trung được thăng chức Tri phủ Tam Giang.
Khi Giản Định Đế nhà Hậu Trần khởi binh chống quân Minh và tiến ra bắc, nhiều nơi hưởng ứng. Duy Trung vẫn chống lại, giữ thành Tam Giang cố thủ, quân Hậu Trần không hạ được thành. Vì vậy sau khi nhà Hậu Trần thất bại, Duy Trung được vua Minh Thành Tổ ban tỉ thư và dải lụa khen thưởng.

Theo Minh thực lục:
Ngày 16-04-1411, Hoàng thượng thấy các thổ quan như Hữu tham chính Mạc Thúy (莫邃) ở Giao Chỉ (交阯) đều hết lòng lập công, đánh giặc phản loạn, giữ vững đất đai biên giới, nên sai người mang chiếu đến ban thưởng, cấp vải màu.
- Mạc Thúy (莫邃): 6 bộ áo trong ngoài.
- Hữu tham nghị Mạc Huân (莫勛): 5 bộ.
- Tri phủ phủ Tam Giang (三江府) Đỗ Duy Trung (杜維忠), Tri phủ phủ Giao Châu (交州府) Đỗ Hy Vọng (杜希望), Tri phủ phủ Trấn Man (鎮蠻府) Nguyễn Hy Cấp (阮希伋), Tri phủ phủ Tân An (新安府) Mạc Viễn (莫遠), Tri phủ phủ Thanh Hóa (清化府) Lương Nhữ Hốt (梁汝笏), Thổ quan Chỉ huy Trần Phong (陳封), Trần Như Thạch (陳汝石), Đinh Trạch (丁宅), Vũ Chính (武正): mỗi người 4 bộ áo trong ngoài.
- Đồng tri phủ Tuyên Hóa (宣化府) Lương Sĩ Vĩnh (梁仕永), Đồng tri phủ Thái Nguyên (太原府) Ma Bá Hổ (麻伯虎), Dương Cự Lãm (楊巨覽): mỗi người 3 bộ áo trong ngoài, mỗi người được ban một bộ áo gấm thêu chỉ vàng, tiền giấy 1.000 quan.

Năm 1413, Đỗ Duy Trung sai cháu là Đỗ Tất Liệt  (必列); Tri phủ phủ Giao Châu (交州府) là Đỗ Hy Vọng (杜希望) sai con là Cừ (璩) dâng biểu, cống ngựa và sản vật để tạ ơn triều đình đã ban thưởng và khích lệ.
Năm 1416, Duy Trung sang chầu Minh Thành Tổ ở Yên Kinh, được thăng chức Hữu tham chính ở ty Bố chính thuộc Giao Chỉ, vẫn coi việc phủ Tam Giang.
Năm 1422, Thổ quan Hữu tham chính, kiêm nhiệm phủ Tam Giang (三江府) ở Giao Chỉ (交阯) là Đỗ Duy Trung (杜維忠), Tri phủ phủ Phụng Hóa (奉化府) là Trần Thùy (陳誰), con của cố Tri phủ phủ Giao Châu (交州府) là Đỗ Hy Vọng (杜希望) tên là Đỗ Cừ (杜璩), Tri huyện huyện Đương Đạo (當道縣), phủ Tuyên Hóa (宣化府) là Lương Quốc Phụ (梁國輔), cùng tổng cộng 27 người đến triều kiến, dâng cống các vật phẩm như đồ vàng bạc và sản vật địa phương.

Ngày 31-12-1426, vua Minh Tuyên Tông bổ nhiệm Đỗ Bá Nghi (伯儀), con của cố Hữu Tham chính Ty Bố chánh Giao Chỉ Đỗ Duy Trung (杜維忠), làm Tri phủ phủ Tam Giang (三江府), ban chiếu rằng:
“Lúc quốc gia mới bình định Giao Chỉ (交阯), phụ thân ngươi là người đầu tiên quy thuận, hết lòng tận tụy, vỗ về dân hàng, diệt nghịch, có nhiều công lao. Xưa Hoàng tổ Thái Tông Hoàng Đế đã ban cho chức trọng, giao việc phủ Tam Giang, tiếng chính trị rất rõ ràng. Tuy nay đã qua đời, dân vẫn không quên.

Nay đặc biệt bổ nhiệm ngươi làm Tri phủ Tam Giang. Chiếu đến thì lập tức nhận chức, vỗ về dân chúng, dốc sức đánh giặc để nối tiếp sự nghiệp. Nhất định phải siêng năng, cẩn trọng, cố gắng giữ lòng trung hiếu.”
Cuối năm 1427, khi viện binh của Liễu Thăng và Mộc Thạnh bị đánh tan, Vương Thông buộc phải giảng hoà rút về, Đỗ Duy Trung mới chịu đầu hàng Lê Lợi.

## Thời Lê
Lê Lợi tha tội cho Đỗ Duy Trung. Tuy nhiên, ông vẫn không phục, liên kết với những người từng hợp tác với quân Minh trước đây như Trần Phong, Lương Nhữ Hốt để chống lại.
Tháng 8 năm 1428, Đỗ Như Trung cùng Trần Phong và Lương Nhữ Hốt lại mưu phản, bị thủ hạ đi tố cáo. Lê Thái Tổ bèn bắt 3 người cầm đầu này giết chết, sau đó hạ chiếu tha hết cho các thủ hạ.